# Miullen
Miullen Nathã Felício Carvalho, noto semplicemente come Miullen (Uberlândia, 19 maggio 1998), è un calciatore brasiliano, attaccante dell'Hibernians.

## Caratteristiche tecniche
È un centravanti.

## Carriera
Cresciuto nel settore giovanile del Londrina, ha esordito in prima squadra il 4 febbraio 2018 in occasione dell'incontro del Campionato Paranaense pareggiato 1-1 contro il Cianorte. Nel maggio 2018 è stato ceduto in prestito per sei mesi alla Chapecoense, dove ha giocato solamente competizioni giovanili.
Il 22 agosto 2020 è approdato in Europa, firmando con i portoghesi del Gil Vicente.

## Statistiche
Statistiche aggiornate all'8 novembre 2020.

### Presenze e reti nei club
| Stagione        | Squadra         | Campionato      | Campionato | Campionato | Coppe nazionali | Coppe nazionali | Coppe nazionali | Coppe continentali | Coppe continentali | Coppe continentali | Altre coppe | Altre coppe | Altre coppe | Totale | Totale | Totale |
| Stagione        | Squadra         | Comp            | Pres       | Reti       | Comp            | Pres            | Reti            | Comp               | Pres               | Reti               | Comp        | Pres        | Reti        | Pres   | Reti   |        |
| --------------- | --------------- | --------------- | ---------- | ---------- | --------------- | --------------- | --------------- | ------------------ | ------------------ | ------------------ | ----------- | ----------- | ----------- | ------ | ------ | ------ |
| 2018            | Londrina        | A1/PR+B         | 5+0        | 0          | CB              | 1               | 0               |                    | -                  | -                  |             | -           | -           | 6      | 0      |        |
| 2018            | Chapecoense     | PD/SC+A         | 0          | 0          | CB              | 0               | 0               |                    | -                  | -                  |             | -           | -           | 0      | 0      |        |
| 2019            | Londrina        | A1/PR+A         | 3+0        | 0          | CB              | 3               | 0               |                    | -                  | -                  |             | -           | -           | 6      | 0      |        |
| 2020            | Londrina        | A1/PR+A         | 6+0        | 1+0        | CB              | 1               | 0               |                    | -                  | -                  |             | -           | -           | 7      | 1      |        |
| 2020-2021       | Gil Vicente     | PL              | 4          | 0          | CP              | 0               | 0               |                    | -                  | -                  |             | -           | -           | 4      | 0      |        |
| Totale carriera | Totale carriera | Totale carriera | 18         | 1          |                 | 5               | 0               |                    | -                  | -                  |             | -           | -           | 23     | 1      |        |

## Palmarès

### Club

#### Competizioni nazionali
- Coppa di Malta: 1

Hibernians: 2024-2025